# Wohnhaus Schnoor 29
Das Wohnhaus Schnoor 29 befindet sich in Bremen, Stadtteil Mitte im Schnoorviertel, Schnoor 29. Es entstand im 17. Jahrhundert und 1963.
Das Gebäude steht seit 1973 unter Bremer Denkmalschutz.

## Geschichte
Die ursprüngliche Bevölkerung des Schnoors bestand überwiegend aus Flussfischern und Schiffern. In der Epoche des Klassizismus und des Historismus entstanden von um 1800 bis 1890 die meisten oft kleinen Gebäude. Im weiteren Verlauf wurde es zum Arme-Leute-Viertel, das in weiten Bereichen verfiel – vor allem nach dem Zweiten Weltkrieg.
1959 wurde von der Stadt ein Ortsstatut zum Schutz der erhaltenswerten Bausubstanz beschlossen. Die Häuser wurden dokumentiert und viele seit den 1970er Jahren unter Denkmalschutz gestellt. Ab den 1960er Jahren fanden mit Unterstützung der Stadt Sanierungen, Lückenschließungen und Umbauten im Schnoor statt.
Das zweigeschossige, geputzte Giebelhaus mit einem Satteldach, einer betonten Giebelspitze und den markierten Fenster- und Türumrahmungen wurde im 17. Jahrhundert in der Epoche der Renaissance gebaut. Eine Inschrift über dem Eingangsportal lautet: „AN GOTTES SEGEN IST ALLES GELEGEN • ANNO 1612“. Das Erdgeschoss ist fünf Stufen über dem Straßenniveau, was an der Straße Schnoor ungewöhnlich ist. An der rechten Seite befindet sich ein schmiedeeisernes Tor aus der Zeit des Barocks. Ein umfassender Umbau erfolgte 1963 nach Plänen von Denkmalpfleger und Architekt Karl Dillschneider. Hier wohnte u. a. 1904 ein Arbeiter.

Heute (2018) wird das Haus zum Wohnen genutzt.
Der niederdeutsche Straßenname Schnoor (Snoor) bedeutet Schnur: Hier stehen die Häuser wie an einer Schnur aufgereiht. Der Name kam aber durch das Schiffshandwerk und der Herstellung von Seilen und Taue (= Schnur). 